# 1,2-dichlorbenzen
1,2-dichlorbenzen, neboli o-dichlorbenzen (ODCB), je organická sloučenina se vzorcem C6H4Cl2. Je to bezbarvá tekutina, která je mírně rozpustná ve vodě, a mísitelná s většinou organických rozpouštědel. Je to derivát benzenu.

## Výroba
1,2-dichlorbenzen je získáván jako vedlejší produkt výroby chlorbenzenu.
C6H5Cl + Cl2 → C6H4Cl2 + HCl
Tato reakce také poskytuje 1,4- a malé množství 1,3- izomeru. 1,3- izomer je neobvyklý, protože je to meta- produkt, přičemž atom chlóru, jako všechny halogeny, je orto/para řídící jednotka ve vztahu k elektrofilní aromatické substituci.

## Využití
Je hlavně používán jako prekurzor pro 1,2-dichlor-4-nitrobenzen, který se využívá jako meziprodukt v syntéze agrochemikálií.
Z hlediska specializovaných aplikací je 1,2-dichlorbenzen všestranné rozpouštědlo s vysokou teplotou varu. Je to vhodné rozpouštědlo pro rozpouštění a práci s fullereny. 1,2-Dichlorbenzen je také používán pro změkčení a odstraňování kontaminací na kovu, které jsou založeny na uhlíku.

## Bezpečnost
Při vystavení lidského organismu koncentraci 100 ppm byly nahlášeny případy sporadického podráždění očí a dýchacího traktu. Národní institut pro bezpečnost a ochranu zdraví stanovil pro osmihodinové směny maximální limit 50 ppm.